# Ibn ʿAsākir
Ibn ʿAsākir, mit vollem Namen ʿAlī ibn al-Ḥasan ibn Hibat Allāh ibn ʿAbd Allāh ibn al-Ḥusain Abū ʾl-Qāsim asch-Schāfiʿī ad-Dimaschqī / علي بن الحسن بن هبة الله بن عبد الله بن الحسين أبو القاسم الشافعي الدمشقي / ʿAlī b. al-Ḥasan b. Hibat Allāh b. ʿAbd Allāh b. al-Ḥusain Abū ʾl-Qāsim aš-Šāfiʿī ad-Dimašqī, bekannt als Ibn ʿAsākir / ابن عساكر (geb. September–Oktober 1105; gest. Januar 1176), war ein berühmter Wissenschaftler und Historiker in der Großfamilie der Banū ʿAsākir in Damaskus.

## Leben
Ibn ʿAsākir studierte zunächst im Kreis seines Vaters, der ein angesehener Jurist und Theologe war. Sein jüngerer Bruder, Muḥammad ibn al-Ḥasan war Qādī in Damaskus. Sein Onkel mütterlicherseits bekleideten weitere Richterämter in Syrien. Zu Ibn ʿAsākirs Lehrern in Damaskus gehörten Hibat Allāh Abū Muhammad al-Akfānī (st. 1129) und Dschamāl al-Islām ibn Muslim as-Sulamī (st. 1139).
Nach dem Tod seines Vaters trat Ibn ʿAsākir im Jahre 1126 mit seinem älteren Bruder Ṣāʾin ad-Dīn Hibat Allāh ibn al-Ḥasan (gest. 1168) seine erste Studienreise an, um Hadith und Fiqh und andere Wissenschaftsdisziplinen zunächst in der von Nizam al-Mulk gegründeten Nizāmīya-Schule in Bagdad und ein Jahr später in Mekka zu studieren. Nach seiner Rückkehr von der Pilgerfahrt blieb er fünf Jahre in Bagdad. Nach einem kurzen Aufenthalt in seiner Heimatstadt begab er sich auf eine fünfjährige Studienreise nach Persien. Im Alter von vierunddreißig Jahren kehrte er endgültig nach Damaskus zurück, um dann als Professor in der Madrasa an-Nuriya zu wirken. adh-Dhahabī, der bekannteste Gelehrtenbiograph des 14. Jahrhunderts, berichtet, dass Ibn ʿAsākir einen Monat in Damaskus und dann einen Monat in Jerusalem, in der Madrasa aṣ-Ṣāliḥiyya, zu unterrichten pflegte. Bekannt waren er und andere Mitglieder der Banū ʿAskar für ihre Sympathie für die Lehre von al-Ašʿarī, was ihn veranlasste, das Stadtviertel der Hanbaliten zu meiden, die ihm „tamaschʿur“ (d. i. Asch'arismus) – ein von adh-Dhahabī geprägter Begriff – vorwarfen.
Den Einzug von Saladin in Damaskus im Jahre 1175 hat er noch erlebt; wenige Monate später starb er. Seine Beisetzung fand im Beisein Saladins statt.

## Werke
Den islamischen Biographen zufolge ist Ibn ʿAsākir der Verfasser von rund 105 Schriften auf dem Gebiet des Hadith, der Hadithkritik, der Gelehrtenbiographien und der Stadtgeschichte. 

### Die „Geschichte der Stadt Damaskus“

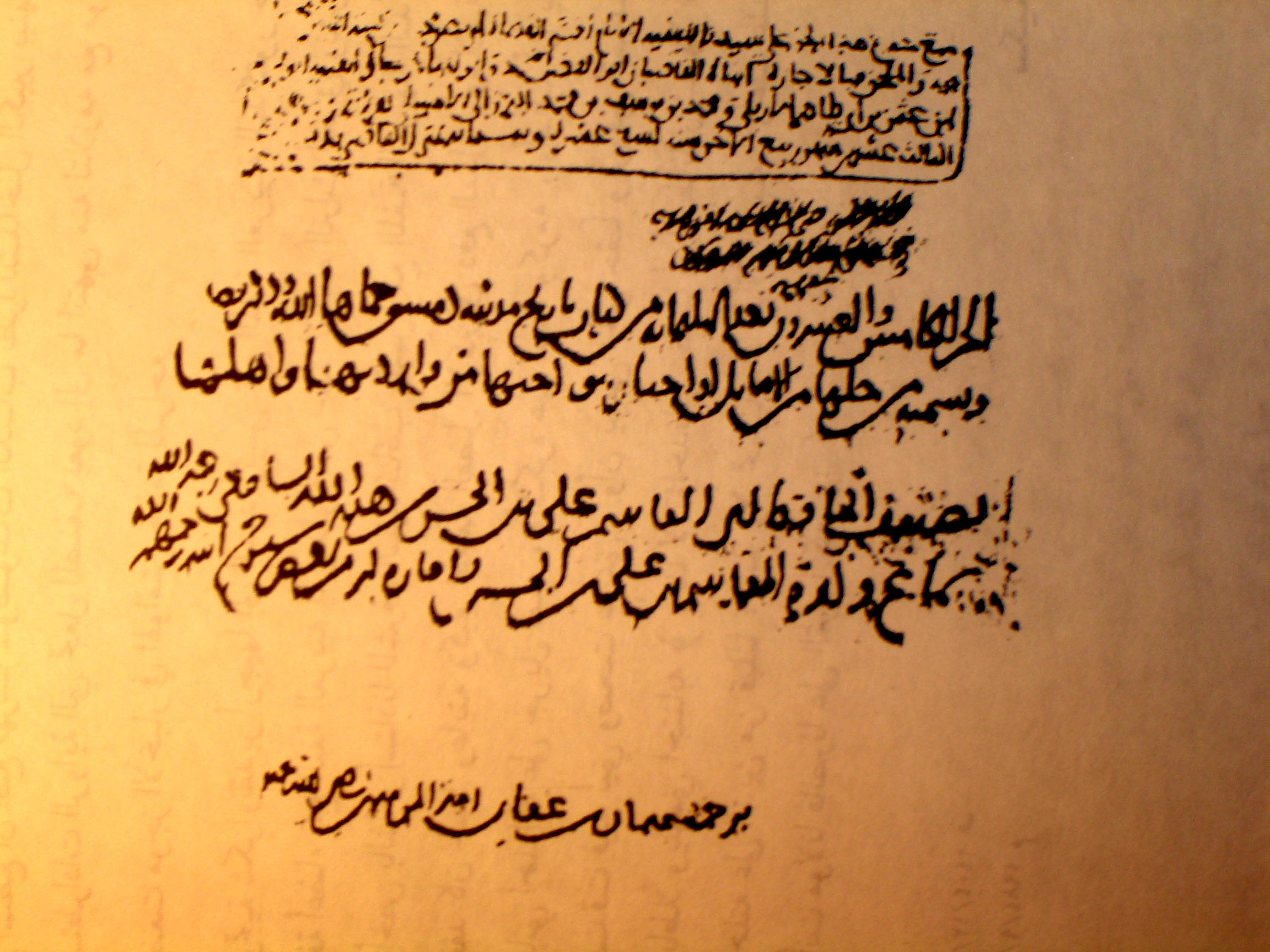
Titelblatt vom Teil 325 des Ta'rich madinat Dimaschq: die Vita des Uthman ibn Affan

Sein bekanntestes Werk ist seine monumentale Gelehrtengeschichte von Damaskus: Taʾrīch madīnat Dimaschq تأريخ مدينة دمشق / Taʾrīḫ madīnat Dimašq.
Das Werk, von dem weltweit mehrere fragmentarische, sich gegenseitig ergänzende Handschriften in großen Sammlungen vorliegen, ist erst seit 1995 vollständig im Druck zugänglich und umfasst 70 Bände (à durchschnittlich 400 bis 500 Druckseiten). Das in den 1980er Jahren begonnene Projekt der Akademie der Arabischen Sprache in Damaskus, das Gesamtwerk in einer kritischen Edition herauszugeben, ist noch nicht vollendet. Allerdings sind viele Bände auf der Website der Akademie online abrufbar.
Die ersten Bände sind der Beschreibung der Fadā'il Syriens im Allgemeinen und der Stadt Damaskus im Besonderen gewidmet. Sie sind mit entsprechenden, auf den Propheten Mohammed zurückgeführten Lobreden und seinen Aussagen über die Tugenden der Stadt und ihrer Bewohner ausgestattet. Auf die topographische Beschreibung von Damaskus und seiner Umgebung folgen zunächst die Biographien des Propheten und der vier rechtgeleiteten Kalifen. Erst im Anschluss an diese Kapitel, die in der Druckausgabe drei Bände umfassen, beginnt die eigentliche Damaszener Gelehrtenbiographie; in alphabetischer Reihenfolge – allerdings beginnend mit den Namen Ahmad und Muhammad – führt Ibn ʿAsākir diejenigen historischen Persönlichkeiten und Wissenschaftler von Rang an, die in Damaskus gelebt, gewirkt oder die Stadt besucht haben. Die letzten zwei Bände sind den Frauen gewidmet.
Der Wert dieses umfassenden Werkes, an dem Ibn ʿAsākir über dreißig Jahre gearbeitet hat, liegt in seinem kompilatorischen Charakter; er präsentiert das immense Material unter Rückgriff auf frühere Schriften dieser Gattung, die heute nicht mehr vorliegen. Wichtige Quellen für den topographischen Teil des Werks sind neben dem noch erhaltenen Buch über die "Vorzüge von Syrien und Damaskus" (Faḍāʾil aš-Šām wa-Dimašq) von ar-Rabaʿī (gest. 1052) zwei topographische Werke von Ahmad ibn Muʿallā (gest. 802) und Tammām ar-Rāzī ibn Abī al-Husain (gest. 1023), die beide verlorengegangen sind. Auf den Traktat von Ahmad ibn Muʿallā stützt sich Ibn ʿAsākir zum Beispiel bei seinen Berichten über die Errichtung der Umayyaden-Moschee und die Dispute zwischen Christen und Muslimen über konfiszierte Kirchen in und außerhalb der Stadt. Vieles von diesem Material wurde ihm durch seinen Lehrer al-Akfānī vermittelt.

### Weitere Werke
- Eine Traditionssammlung über die Vorzüge des Dschihad al-arbaʿūn fī l-ḥathth ʿalā l-dschihād / الأربعون في الحث على الجهاد / al-arbaʿūn fī l-ḥaṯṯ ʿalāʾl-ǧihād / ‚Vierzig Hadithe über den Ansporn für den Dschihad‘.

Die Sammlung entstand im Zeichen der Kreuzzüge und nach dem Einzug des Emirs von Aleppo Nur ad-Din Mahmud ibn Zangi in Damaskus im Jahre 1154. Diesem Herrscher fiel nach der Eroberung von Edessa unter der Führung seines Vaters Zengi im Jahre 1144 die Aufgabe zu, als Vorkämpfer des Islams auf breiter Front gegen die Ungläubigen zu kämpfen. Unter seiner Herrschaft entstanden sechs islamische Hochschulen sunnitischer Prägung, an denen auch Ibn 'Asakir unterrichtete und auf Wunsch des Herrschers nicht nur diese Traditionssammlung über die Notwendigkeit des Heiligen Krieges verfasste, sondern auch die Damaszener Gelehrtenbiographie zum Abschluss brachte.
- Seine Abhandlung, die er zum Zwecke der Verteidigung der theologischen Lehren von al-Ašʿarī verfasste, der zwischen der Mu'tazila und Ahmad ibn Hanbal vermittelnd eingetreten war, trägt den Titel: tabyīn kadhib al-muftarī fī-mā nuṣiba ilā ʾl-imām Abī ʾl-Ḥasan al-Aschʿarī / تبيين كذب المفتري فيما نسب إلى الإمام أبي الحسن الأشعري / tabyīn kaḏib al-muftarī fī-mā nuṣiba ilā ʾl-imām Abī ʾl-Ḥasan al-Ašʿarī / ‚Erläuterung der Lügen des Verleumders darüber, was man dem Imam Abū 'l-Ḥasan al-Ašʿarī zur Last gelegt hat‘; er verteidigt al-Ašʿarī damit, dass er wie Ibn Ḥanbal keine der Eigenschaften Gottes verneint haben soll; es liegt seit 1928 (Damaskus, 1. Auflage; Damaskus, 1978, 2. Auflage) im Druck vor und ist mehrfach Gegenstand von Studien gewesen.
- Vierzig Hadithe über Vorzüge der Ehefrauen Mohammeds كتاب الأربعين في مناقب أمهات المؤمنين / kitāb al-arbaʿīn fī manāqib ummahāt al-muʾminīn ist eine Traditionssammlung von rund einhundert Seiten, in denen ausgewählte Aussagen Mohammeds über die Tugenden und Vorzüge seiner Ehefrauen, in der Chronologie ihrer Eheschließung mit dem Propheten angeordnet, überliefert werden. Die Sammlung ist zu Lebzeiten des Verfassers in der Hauptmoschee von Damaskus unterrichtet worden.[7]

- Mu'dscham asch-schuyuch معجم الشيوخ / Muʿǧamu ʾš-šuyūḫ / ‚Lexikon der Lehrmeister‘.

Unter diesem Titel haben viele Gelehrte der islamischen Wissenschaften Bücher verfasst, in denen sie die Namen ihrer Lehrer mit der Kurzfassung ihrer Vita und der Beschreibung der von ihnen gepflegten Wissenschaftsdisziplinen zusammenfassten. Ibn 'Asakirs Werk liegt in einigen Handschriften vor und ist in drei Bänden nach einer vollständig erhaltenen Handschrift im Jahre 2000 in Damaskus ediert worden. Der Verfasser führt in diesem Buch 1.619 Gelehrte an, an deren Vorlesungen er in Damaskus und auf seinen Studienreisen teilgenommen hat. Über seine mehr als achtzig Lehrerinnen verfasste er eine eigene Sammlung: mu'dscham al-niswan / معجم النسوان / Muʿǧamu ʾl-niswān / ‚Lexikon der Frauen‘, die verloren gegangen ist (siehe: Lit. H. Schützinger).
- Eine kleine Abhandlung von 28 Handschriftenseiten über die Vorzüge des Rechtswerkes al-Muwatta' von Mālik ibn Anas ist in der Nationalbibliothek von Damaskus unter dem Titel kaschf al-mughatta fi fadl al-Muwatta / كشف المغطى في فضل الموطأ / kašfu ʾl-muġaṭṭā fī faḍli ʾl-Muwaṭṭaʾ / ‚Darlegung (wörtlich: Enthüllung) des Vorzugs des Muwatta'‘ erhalten (siehe Lit. F. Sezgin). Der Verfasser, der seine Ausbildung in der von asch-Schafii geprägten Rechtsschule (Madhhab) erhalten hat, stellt hier eine Sammlung von positiven Aussagen und Lobreden über Maliks bahnbrechendes Werk zusammen.